# 장석우
장석우(? ~ )는 대한민국의 연예기획사 대표 출신 강간범이다.

## 범행 요지
장석우는 서울특별시 강남구에 위치한 연예기획사 ㈜오픈월드엔터테인먼트(준미디어로 상호 변경)의 대표이사로서 지위를 이용하여, 미성년자인 연습생 피해자의 몸 위에 올라타 손으로 피해자의 다리와 허벅지, 엉덩이 부위 등을 만지다가 피해자가 거부하면서 저항함에도 피해자의 스타킹과 팬티를 강제로 벗기고 손가락을 피해자의 음부에 넣으면서 그녀의 음부를 만지고, 자신의 성기를 빨도록 하고, 피해자를 눕게 하여 음부에 성기를 삽입하는 등 상습적으로 미성년자인 여성 피해자, 성인 여성 피해자들을 강간하였다.

## 재판
2012년 징역 6년이 선고되었다.